# Shashe-Mooke
Shashe-Mooke è un villaggio del Botswana situato nel distretto Centrale, sottodistretto di Tutume. Il villaggio, secondo il censimento del 2011, conta 3 380 abitanti.

## Località
Nel territorio del villaggio sono presenti le seguenti 8 località:
- Gooratiro di 18 abitanti,
- Jamakala di 47 abitanti,
- Kanana -Kopi di 11 abitanti,
- Majwana a dipela di 39 abitanti,
- Makubandundu di 126 abitanti,
- Mooke di 132 abitanti,
- Mphane di 205 abitanti,
- Shashe-Mooke Cattle Post di 70 abitanti.